# Wetton (Staffordshire)
Wetton es una parroquia civil y un pueblo del distrito de Staffordshire Moorlands, en el condado de Staffordshire (Inglaterra).

## Geografía
Según la Oficina Nacional de Estadística británica, Wetton tiene una superficie de 9,09 km².

## Demografía
Según el censo de 2001, Wetton tenía 157 habitantes (47,77% varones, 52,23% mujeres) y una densidad de población de 17,27 hab/km². El 31,21% eran menores de 16 años, el 65,61% tenían entre 16 y 74, y el 3,18% eran mayores de 74. La media de edad era de 33,81 años. Del total de habitantes con 16 o más años, el 30,56% estaban solteros, el 50,93% casados, y el 18,52% divorciados o viudos.
El 96,25% de los habitantes eran originarios del Reino Unido. El resto de países europeos englobaban al 1,88% de la población, mientras que el 1,88% había nacido en cualquier otro lugar. Todos los habitantes eran blancos. El cristianismo era profesado por el 79,62%, mientras que el 12,1% no eran religiosos y el 8,28% no marcaron ninguna opción en el censo.
Había 61 hogares con residentes, 5 vacíos, y 10 eran alojamientos vacacionales o segundas residencias.